# Grandes Rios
Grandes Rios es un municipio brasileño del estado de Paraná. Posee un área de 309,312 km² representando 0,1552 % del estado, 0,0549 % de la región y 0,0036 % de todo el territorio brasileño. Se localiza a una latitud 24°08'45" sur y a una longitud 51°30'21" oeste, estando a una altitud de 610 m. Su población estimada en 2005 era de 7.387 habitantes.
Fue creado a través de la Ley Estatal n.º 5514, del 11 de febrero de 1967, e instalado el 14 de marzo de 1967, separado de Cândido de Abreu.

## Demografía
Datos del Censo - 2000
Población Total: 7.868
- Urbana: 3.800
- Rural: 4.068
- Hombres: 4.112
- Mujeres: 3.756

Índice de Desarrollo Humano (IDH-M): 0,695
- IDH-M Salario: 0,592
- IDH-M Longevidad: 0,736
- IDH-M Educación: 0,758

## Administración
- Prefecto: Silvio Daineis Hijo(2009/2012)
- Viceprefecto: Juan Maria Lúcio
- Presidente de la cámara: Pedro Isidoro del Nascimento